# Preromán nyelvek
A preromán nyelvek a későbbi Római Birodalom területén élő őslakosok – részben ismeretlen eredetű vagy csak kevéssé ismert – nyelvei. Az elnevezést az ismert indoeurópai, elsősorban a latin és  újlatin nyelvekkel, illetve sémi nyelvekkel (arab, föníciai) szemben használják megkülönböztetésül azokon a területeken, amelyek valamikor a Római Birodalomhoz tartoztak. E nyelvek egy része régi indoeurópai eredetű (ókelta, itáliai, vagy ezekhez közel álló), többségük viszont megfejtetlen agglutináló nyelv.
A preromán nyelvek közül egyeseket már az őskorban beszéltek, azonban az ókor végéig a latin és más indoeurópai nyelvek teljesen kiszorították őket. Egyetlen mai túlélő tagjuk – teljesen megmagyarázhatatlan módon – a számos nyelvjárásra oszló baszk nyelv, amelyet több százezren beszélnek a spanyol–francia határ közelében lévő tartományokban, és amely – a hagyományos nyelvészet szerint – jelentős szubsztrátum hatást gyakorolt az iberoromán nyelvek fonetikai fejlődésére.

## A legfontosabb preromán nyelvek terület szerint
Az alábbiakban a teljesség igénye nélkül felsoroljuk az ismert legfontosabb preromán nyelveket. Zárójelben megadjuk a nyelv feltételezett hovatartozását is.

### Ibériai-félsziget
- aquitaniai (megfejtetlen; valószínűleg a baszk őse vagy közeli rokona)
- baszk (megfejtetlen; talán az ibérrel állt kapcsolatban)
- ibér (megfejtetlen; lásd még a baszk nyelvnél leírtakat)
- keltibér (indoeurópai, →ókelta)
- luzitán (indoeurópai; talán ősi kelta vagy az italikus nyelvekhez közel álló nyelv)
- tartesszoszi (megfejtetlen; valószínűleg nem is egy nyelv, hanem több különböző)

### Franciaország területe
- aquitaniai (lásd fentebb)
- baszk (lásd fentebb)
- gall (indoeurópai, →ókelta)

### Szardínia szigete
- ibér vagy ahhoz közel álló nyelv(ek) (feltételezés a szárd nyelv és az iberoromán nyelvek fonetikai–fonológiai hasonlósága alapján)

### Itália és Svájc területe
- etruszk (megfejtetlen; próbálták már rokonítani a sumérral, illetve újabban az ősmagyarral; valamennyi elmélet megbukott)
- italikus nyelvek (a latinhoz vagy az ókeltához közel álló indoeurópai nyelvek)
- leponti (indoeurópai, →ókelta)
- liguriai (indoeurópai; nem tévesztendő össze a mai ligurral, amely újlatin nyelvváltozat)
- rhaetiai (megfejtetlen; talán az etruszk rokona)

### Balkán-félsziget
- dák (indoeurópai)
- illír (indoeurópai, az albánhoz állt közel)
- trák (indoeurópai)

## Külső hivatkozások
- Jesús Rodríguez Ramos: Epigrafía ibérica
- Az Ibériai-félsziget nyelvei
- Az ibériai-félsziget őslakos népeinek térképe
- A preromán kori Itália nyelvei
- Linguaweb nyelvészeti fórum